# اصالت آسایش

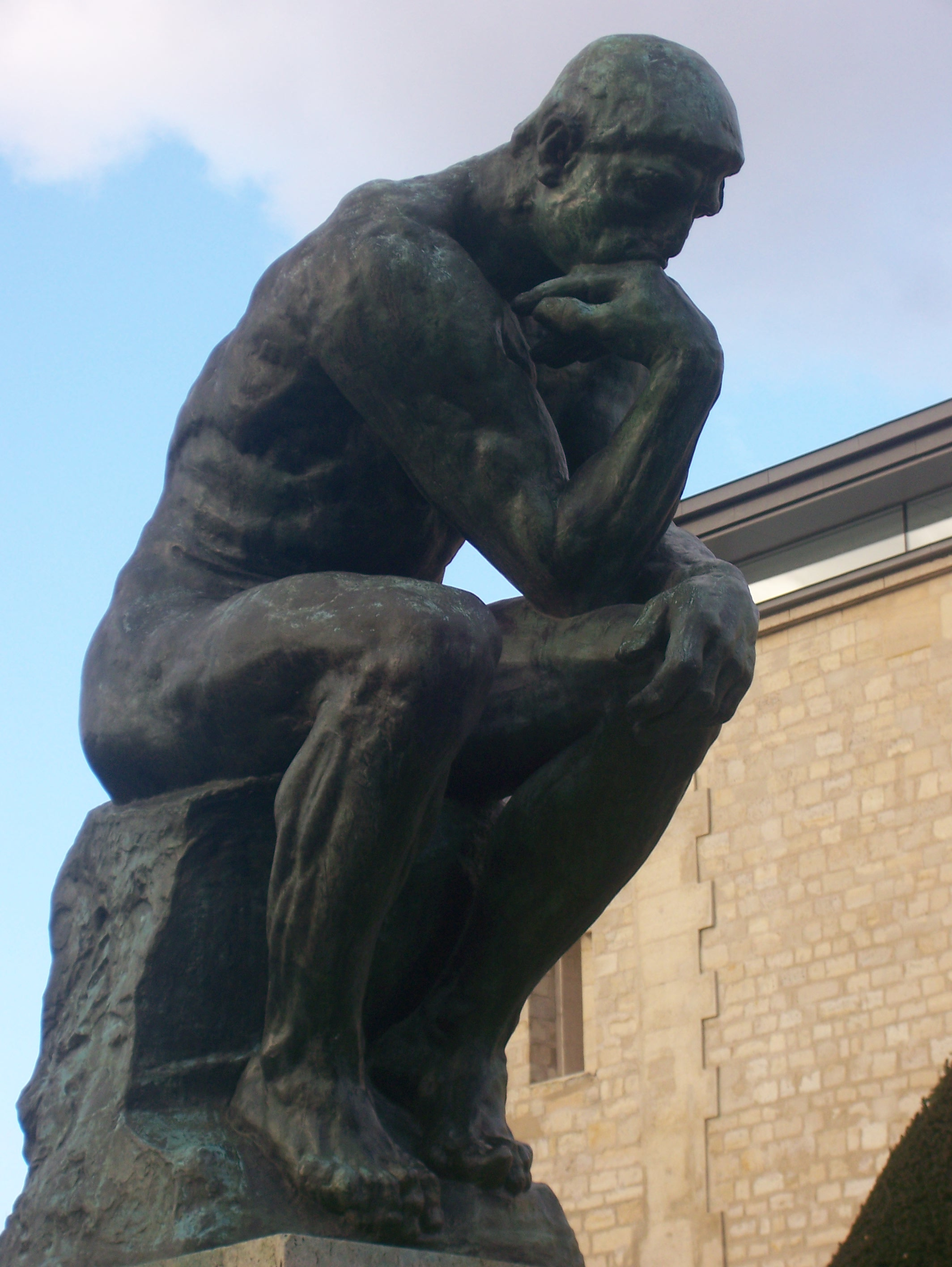
مجسمه اصالت آسایش

آسایش (انگلیسی: Quietism)، در مقابل تعب است، مقصود از آسایش نفس، سلامت نفس از اضطراب است.

## اصالت آسایش
اصالت آسایش (Quietism) شاخه ای از مسلک عرفانی و درویشی و بر این باور هستند که باید هواهای نفسانی را ترک کرده و مشکلاتی که در این راه به وجود خواهد آمد را با صبر و شکیبایی تحمل کرد.

## اصالت آسایش واپیکوریسم
فشارها و ناآرامی‌های زندگی، هرچه بیشتر افراد را در جست و جوی آرامش، و بی یاوری انسان در برابر قدرت‌های بزرگ، فلسفه‌های مختلفی را به‌وجود آورد، و مفهوم فلسفه نه به صورت یک آرمان عقلی، بلکه به‌صورت گریزگاهی از ضعف و یأس درآمد. و مذهب زهد اپیکوری (quietism of Epicurus) امکان ظهور یافت.

## اصالت آسایش وتصوف
اصالت آسایش در الهیات صوفیانه، روشی است که انسان می‌تواند با خدا متحد شود و با حب همیشگی خداوند به سلامت مطلق دست یابد به نحوی که از هر جهد اخلاقی یا ممارست دینی بی‌نیاز گردد.

## دائو ده جینگ
در فلسفه دائو ده جینگ می‌یابیم چوانگ ـ تزو که معنای هستی (existence) را می‌داند. و این معرفت ناشی از بینشی متافیزیکی (metaphysical insight) است که چوانگ ـ تزو آن را تسو وانگ (tso wang) = «آرامش در نسیان sitting in oblinion» می‌نامد، و این تجربه‌ای است که در اتحادی خلسه‌ای (ecstatic union) با حق (the Absolute) = طریق (the Way) حاصل می‌شود.